# Tour della nazionale maschile di rugby a 15 delle Figi 1975
Le nazionale figiana di Rugby Union Isole Figi effettuano un tour "interno" affrontando altre selezioni locali

## Risultati
| Ratu 23 agosto 1975 | Rewa | 10 – 13 | Figi XV | Cackubau |

| Lautoka 26 agosto 1975 | Lautoka | 19 – 4 | Figi XV | Curchill Park |

| Nadi 28 agosto 1975 | Nadi | 16 – 7 | Figi XV | Prince Charles Park |

| Nadroga 30 agosto 1975 | Nadroga | 12 – 13 | Figi XV | Lawaga Park |

| Labasa 2 settembre 1975 | The North | 16 – 31 | Figi XV |  |

| Suva 6 settembre 1975 | Suva | 21 – 7 | Figi XV | Buckhurst Park |